# 보헤미아 공국
보헤미아 공국 또는 체코 공국(체코어: České knížectví)은 중세 전기 및 성기에 중앙유럽에 있었던 군주국이자 신성 로마 제국의 공국이었다. 870년경 체코인들에 의해 대모라바 왕국의 일부로 형성되었다. 895년 보헤미아 공작 슈피티네프가 동프랑크 왕 아르눌프에게 충성을 맹세한 후 보헤미아는 대모라바에서 분리되었다.
처음에는 프라하성과 레비흐라데츠에서 통치하던 프르셰미슬 왕조의 보헤미아 공작들이 더 많은 영지를 지배했으며, 성 시릴과 메토디우스가 시작한 기독교화는 레겐스부르크와 파사우의 프랑크 주교들에 의해 계속되었다. 973년에는 볼레슬라우스 2세 공작과 오토 대제의 공동 노력으로 프라하 교구가 설립되었다. 이후 935년 9월 동생 볼레슬라우스에게 살해된 보헤미아의 바츨라프 1세가 이 땅의 수호 성인이 되었다.
폴란드 국왕 볼레스와프 1세가 이 땅을 점령하고 내부 투쟁으로 프르셰미슬 왕조가 흔들리던 1002년 블라디보프 공작은 동프랑크 왕 헨리 2세로부터 보헤미아를 영토로 받았고 보헤미아 공국은 신성 로마 제국의 제후국이 되었다. 보헤미아 공국은 1198년 오타카르 1세 공작이 독일 스와비아의 필리프 왕에 의해 세습 왕국으로 승격되면서 보헤미아 공국은 세습 왕국으로 거듭났다. 프르셰미슬 왕가는 1306년 바츨라프 3세의 죽음으로 부계가 멸망할 때까지 중세 시대 내내 권력을 유지했다.